# Costurero de la Reina
Le Pavillon de San Telmo, plus connu sous le nom de Costurero de la Reina (littéralement « Travailleuse de la Reine » en espagnol) est un petit édifice situé à Séville, en Andalousie (Espagne).
Ressemblant à un petit château, de base hexagonale, flanqué de  tourelles d'angles, il est situé à l'angle du Paseo de las Delicias et de l'avenue de María Luisa, au bord des jardins du palais de San Telmo, d'où son appellation d'origine de Pavillon de San Telmo.

## Histoire
Le Costurero de la Reina est le premier édifice de style néo-mudéjar qui fut construit à Séville, vers 1893. Il est l'œuvre de l'architecte Juan Talavera y de la Vega, à la demande d'Antoine d'Orléans, duc de Montpensier, mari de l'infante Louise Fernande de Bourbon, elle-même sœur d'Isabelle II. Influencé par l'architecture orientaliste en vogue en Angleterre à cette époque, il demanda à Talavera d'y reproduire l'architecture mudéjare telle qu'elle se faisait en Andalousie plus d'un millénaire auparavant. On retrouve notamment dans le style du Costurero de la Reina des éléments des colonnades de la cathédrale de Cordoue.

## Utilisation actuelle
Actuellement, le rez-de-chaussée du bâtiment est utilisé comme office municipal d'information touristique. Le premier étage possède une salle d'expositions, un cybercafé et des dépendances de l'office du tourisme. Il fut restauré au printemps 2007 pour réparer la structure principale et pour en aménager l'intérieur afin de le rendre plus fonctionnel. À cette occasion, un mirador fut installé sur le toit, son illumination fut revue et ses jardins furent réaménagés.

## Sources
- Blog officiel du Costurero de la Reina

- (es) Cet article est partiellement ou en totalité issu de l’article de Wikipédia en espagnol intitulé « Costurero de la Reina (Sevilla) » (voir la liste des auteurs).